# تیاقاناوی
تیاقاناوی (به اسپانیایی: T'aqañawi) یک کوه در پرو است که در Peru, Puno Region واقع شده‌است. تیاقاناوی ۴٬۳۸۰٫۹ متر بالاتر از سطح دریا واقع شده‌است.